# Nicholas Beckham
Nicholas Beckham (Louisville, 25 aprile 1986) è un wrestler statunitense.
Attualmente, lotta nella Ohio Valley Wrestling con il ring name di Ted McNaler.

## Carriera

### Ohio Valley Wrestling (2005 - Presente)
Nel 2005, Beckham approda in Ohio Valley Wrestling dove combatte il suo primo match con il nome di Manbeast e riesce a sconfiggere Mike Mondo. All'OVW Hodgenville Show del 14 gennaio, partecipa ad una battle royal che però viene vinta da Danny Inferno. L'11 febbraio combatte come Super Masked Destroyer Assassin numero 2 e perde contro Pat Buck. Dopo aver sconfitto Shawn Spears in un match non titolato, lo sconfigge nuovamente stavolta con il titolo in palio e conquista per la prima volta l'OVW Television Championship. Difende il titolo contro lo stesso Spears, Antoni Polaski e Jay Bradley. Dopo aver sconfitto Johnny Punch per due volte, compete in un mixed tag team match dove lui e Serena Deeb sconfiggono lo stesso Punch e Melody. Il 24 agosto 2007, perde il Television Title contro Shawn Spears. Nei tapings dell'8 dicembre, inizia a far coppia con Adam Revolver e sconfiggono in un Triple Treath Tag Team Match le due coppie formate da Andrew Vain & Anthony Bravado e Antoni Polaski & Vladimir Kozlov. Il 12 gennaio 2008, Revolver e McNaler perdono contro Paul Burchill e Wade Barrett. Il 17 febbraio 2010, sconfiggono Benjamin Bray & Andrew LaCroix conquistando gli OVW Southern Tag Team Championship. Dopo aver perso i titoli, li riconquisteranno altre due volte sconfiggendo entrambe le volte Christopher Silvio & Raphael Constantine. Il loro quarto regno da campioni si conclude il 3 dicembre 2011, quando verranno sconfitti da Johnny Spade e Shiloh Jonze a OVW Saturday Night Special. Dopo questo match, Revolver e McNaler splittano e Ted riuscirà a strappare il Television Title a Revolver il 7 dicembre, dando il via al suo secondo regno da campione. Perderà il titolo dopo due settimane, in favore di Christopher Silvio. Negli ultimi tapings del 2011, tenta un ultimo assalto con Revolver ai titoli di coppia ma Johnny Spade e Shiloh Jonze li battono. Vincendo una battle royal il 4 gennaio 2012, ottiene la possibilità di sfidare Rudy Switchblade per l'OVW Title, ma perde la settimana seguente. Dopo aver perso contro Christopher Silvio, in coppia con Paredyse sconfigge Silvio e l'ex compagno Adam Revolver. Il Feud con Adam Revolver va avanti, e Ted sconfigge Adam e Jose del Barrio in un Handicap Match e batte a OVW Saturday Night Special, Revolver con un braccio legato dietro. Lo scontro finale, che avviene il 3 marzo 2012, vede però trionfare Adam Revolver. Sempre a Saturday Night Special del 7 aprile, viene sconfitto da Randy Royal.

### Ring of Honor (2010)
Nei tapings della Ring of Honor del 9 dicembre 2010, combattono il loro primo match nella federazione di Philadelphia perdendo contro i Briscoe Brothers.

## Finisher & Trademarks Moves
- The Ted Spear (Spear)
- Vertical Suplex
- Running Powerslam
- Rocket Launcher
- Sitout Powerbomb
- Leglock

## Titoli e riconoscimenti
Ohio Valley Wrestling
- OVW Television Championship (2)
- OVW Southern Tag Team Championship (4 - con Adam Revolver)

Pro Wrestling Illustrated
- 380º tra i 500 migliori wrestler singoli nella PWI 500 (2011)